# Nefasit
Nefasit  (Tigrinya ነፋሲት, arabisch نفاسيت) ist eine Stadt in Eritrea in der Region Semienawi Kayih Bahri. Die Angaben zur Einwohnerzahl schwanken zwischen 5.000 und 8.000 Einwohnern.

## Lage
Nefasit liegt etwa 25 km östlich von Asmara, auf einer Höhe von ca. 1700 m, an der eritreischen Hauptverkehrsachse von der Küste ins Hochland. Nefasit ist die letzte größere Siedlung vor dem Steilaufstieg nach Asmara.

## Erschließung
Die Stadt wird sowohl durch die Straße Massaua-Asmara als auch durch die Bahnstrecke Massaua–Biscia – mit eigenem Bahnhof – erschlossen. Dort enden die Fahrten der mit Dampflok betriebenen Züge von Asmara, die für zahlende Touristen unternommen werden. Historisch bestand in Nefasit auch eine der Antriebsstationen der Massaua-Asmara-Seilbahn.

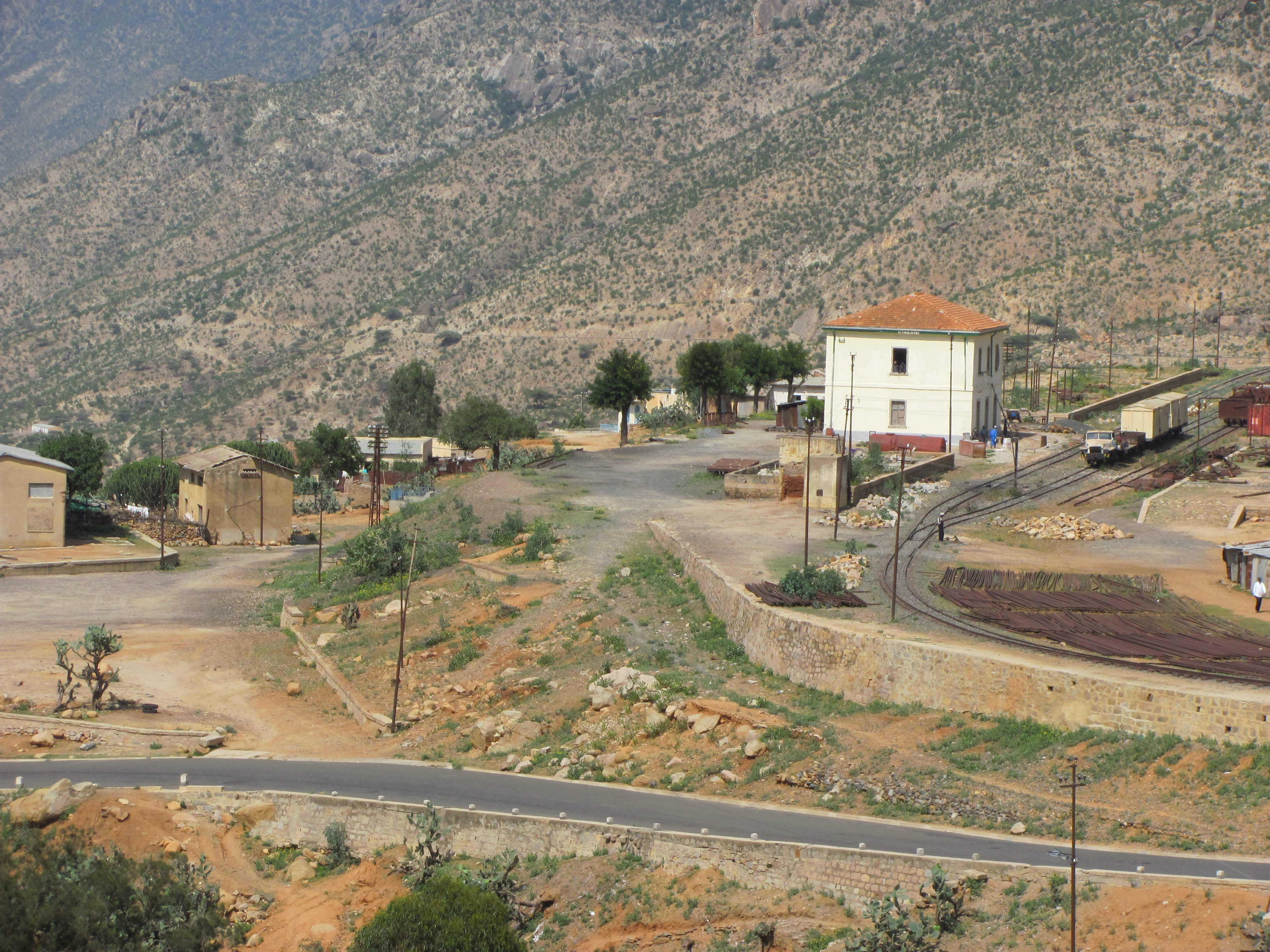
Bahnhof von Nefasit

## Sehenswürdigkeiten
Die Stadt besitzt sowohl eine Moschee als auch eine koptisch-orthodoxe Kirche. Unmittelbar über Nefasit befindet sich das Kloster Debre Bizen, für die koptisch-orthodoxe Kirche von höchster Bedeutung.